# 侵犯

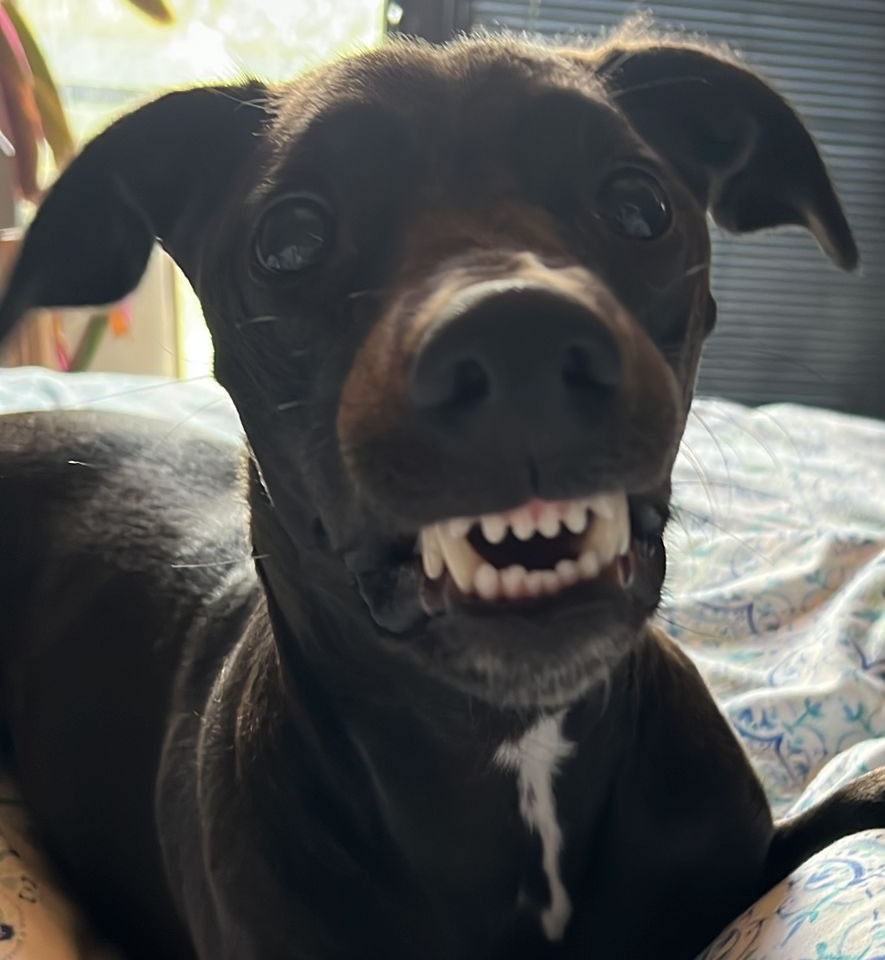
包括狗在内的许多哺乳动物会露出牙齿作为侵犯性的标志，这是警戒作用的一种形式。

在心理学、其他社会学或行为科学领域，侵犯是一种通常意图造成伤害或痛苦的敌对和对抗行为，包括物质和非物质二方面。侵犯行为可能会被动地或无刺激地发生。在人类中，侵犯性可能是由多种触发因素引起的。例如，由于目的的实现受阻或被认为不尊重而积累的挫败感。人类的侵犯行为可以分为直接侵犯行为和间接侵犯行为； 前者的特点是旨在对某人造成伤害的身体或言语行为，而后者的特点是旨在损害个人或群体的社会关系的行为。作为行为，即使没有造成实际的伤害或痛苦可能是侵犯；意外造成伤害或者痛苦不是侵犯，造成财产损失或其他破坏性的行为可能被定义为侵犯。